# Osladić
Osladić (izvirno srbsko Осладић) je naselje v Srbiji, ki upravno spada pod Mesto Valjevo; slednja pa je del Kolubarskega upravnega okraja.
- Osladić - cerkev
- Osladić - panorama
- Osladić - panorama
- Osladić - panorama
- Osladić - panorama
- Osladić - panorama
- Osladić - panorama
- Osladić - panorama

## Demografija
V naselju, katerega izvirno (srbsko-cirilično) ime je Осладић, živi 528 polnoletnih prebivalcev, pri čemer je njihova povprečna starost 51,5 let (49,7 pri moških in 53,3 pri ženskah). Naselje ima 227 gospodinjstev, pri čemer je povprečno število članov na gospodinjstvo 2,61.
To naselje je, glede na rezultate popisa iz leta 2002, večinoma srbsko, a v času zadnjih treh popisov je opazno zmanjšanje števila prebivalcev.
|  |

| Demografija | Demografija     | Demografija     |
| Leto        | Št. prebivalcev | Št. prebivalcev |
| ----------- | --------------- | --------------- |
|             |                 |                 |
|             |                 |                 |
|             |                 |                 |
|             |                 |                 |
| 1948        | 1401            |                 |
| 1953        | 1425            |                 |
| 1961        | 1272            |                 |
| 1971        | 1091            |                 |
| 1981        | 922             |                 |
| 1991        | 727             | 719             |
| 2002        | 593             | 592             |
|             |                 |                 |

| Etnična sestava po popisu iz leta 2002 | Etnična sestava po popisu iz leta 2002 | Etnična sestava po popisu iz leta 2002 | Etnična sestava po popisu iz leta 2002 | Etnična sestava po popisu iz leta 2002 |
| -------------------------------------- | -------------------------------------- | -------------------------------------- | -------------------------------------- | -------------------------------------- |
| Srbi                                   | Srbi                                   |                                        | 565                                    | 95,43%                                 |
| Hrvati                                 | Hrvati                                 |                                        | 1                                      | 0,16%                                  |
| Madžari                                | Madžari                                |                                        | 1                                      | 0,16%                                  |
| Neznano                                | Neznano                                |                                        | 13                                     | 2,19%                                  |